# Mahlzeit
Mahlzeit, ngoài nghĩa bữa ăn, nó còn là lời chào vào giờ ăn giữa bạn bè, đồng nghiệp tại các hãng xưởng tại một số vùng ở Đức.

## Lịch sử
Trước đây tại các chủng viện người ta hay chúc nhau một bữa ăn phúc lành. Mahlzeit là lời chúc ngắn gọn. Sau đó nó được lan ra tại các hãng xưởng, được dùng để loan báo là đến giờ ăn, không còn là lời chúc. Tuy nhiên từ ngữ này, những người trọng cách cư xử cho là không nên dùng. Để đáp lời chào, bạn có thể nói "Hallo".